# Montenegro Positivo
Montenegro Positivo (in montenegrino: Pozitivna Crna Gora, PCG) è stato un partito politico montenegrino di centrosinistra.

## Storia
Il partito venne fondato nel maggio 2012 dall'ex attivista ambientale Darko Pajović.
Alle elezioni parlamentari del 2012, il PCG ottenne lo status di partito parlamentare di opposizione, conquistando l'8,4% dei voti e 7 seggi in Parlamento. Tuttavia, durante il suo primo mandato parlamentare, il partito attraversò notevoli turbolenze. Nel 2013, a causa di disaccordi con la leadership, un parlamentare smise di essere membro del partito. Nel 2014, il partito subì una grande divisione interna, quando tre parlamentari (dei sei rimanenti) lasciarono il partito a causa di disaccordi con la linea dettata da Pajović: Mladen Bojanić divenne un parlamentare indipendente e gli altri due, Dritan Abazović e Miloš Konatar, vennero coinvolti nella fondazione del nuovo partito politico di centro-sinistra Azione Riformista Unita (URA) insieme ad altri ex membri del Partito Socialdemocratico (SDP).
Nel 2016, un quarto parlamentare lasciò il partito e si dimise dalla carica a seguito della decisione del partito di sostenere il 6º governo del primo ministro Milo Đukanović, dopo che il partner di coalizione SDP decise di abbandonare l'esecutivo.
Il PCG perse il suo status parlamentare alle elezioni parlamentari del 2016, in cui ottenne solo l'1,32% dei voti. Pajović annunciò le proprie dimissioni da leader del partito, lasciando la vicepresidente Azra Jasavić a svolgere il ruolo di presidente ad interim fino al successivo congresso del partito. Il congresso programmato non ebbe mai luogo e l'ex presidente Pajović lasciò il PCG per assumere l'incarico di ambasciatore del Montenegro in Cina. Il partito si sciose ufficialmente nel 2019.

## Risultati elettorali
| Elezione          | Voti   | %    | Seggi  |
| ----------------- | ------ | ---- | ------ |
| Parlamentari 2012 | 29.881 | 8,37 | 7 / 81 |
| Parlamentari 2016 | 5.062  | 1,32 | 0 / 81 |